# Jurskoje
Jurskoje (ros. Юрское) – wieś (ros. село, trb. sieło) w zachodniej Rosji, centrum administracyjne sielsowietu jurskiego rejonu wołowskiego w obwodzie lipieckim.

## Geografia
Miejscowość położona jest nad ruczajem Jurskoj, 18,5 km od centrum administracyjnego rejonu (Wołowo), 127 km od stolicy obwodu (Lipieck).
W granicach miejscowości znajdują się ulice: Centralnaja, Ługowaja, Mołodiożnaja, Zariecznaja.

## Demografia
W 2012 r. miejscowość zamieszkiwało 319 osób.